# Фијаш
Фијаш (слч. Fijaš) насељено је мјесто са административним статусом сеоске општине (слч. obec) у округу Свидњик, у Прешовском крају, Словачка Република.

## Становништво
| Година:    | 1994. | 2004.   | 2014.   | 2024.   |
| ---------- | ----- | ------- | ------- | ------- |
| Број људи: | 158   | 151     | 141     | 138     |
| Разлика:   |       | -4,43 % | -6,62 % | -2,12 % |

| Година:    | 2023. | 2024.   |
| ---------- | ----- | ------- |
| Број људи: | 143   | 138     |
| Разлика:   |       | -3,49 % |

Према подацима о броју становника из 2024. године насеље је имало 138 становника.